# Dalle 9 alle 5, orario continuato
Dalle 9 alle 5, orario continuato (9 to 5) è una serie televisiva statunitense in 85 episodi trasmessi per la prima volta nel corso di 5 stagioni dal 1982 al 1988. È basata sul film Dalle 9 alle 5... orario continuato del 1980.
È una sitcom incentrata sulle vicende di tre segretarie di una multinazionale, Doralee, Judy e Violet (quest'ultima poi sostituita da Marsha McMurray Shrimpton dal 1986 al 1988), che non hanno un buon rapporto con il loro capo sessista.

## Personaggi e interpreti
- Doralee Rhodes Brooks (85 episodi, 1982-1988), interpretata da Rachel Dennison.
- Judy Bernly (78 episodi, 1982-1988), interpretata da Valerie Curtin.
- Marsha McMurray Shrimpton (52 episodi, 1986-1988), interpretata da Sally Struthers.
- William 'Bud' Coleman (34 episodi, 1986-1988), interpretato da Edward Winter.
- Violet Newstead (33 episodi, 1982-1983), interpretata da Rita Moreno.
- Franklin Hart (29 episodi, 1982-1983), interpretato da Peter Bonerz.
- Roz Keith (26 episodi, 1982-1983), interpretata da Jean Marsh.
- Russ Merman (19 episodi, 1986-1988), interpretato da Peter Evans.
- E. Nelson Felb (13 episodi, 1987-1988), interpretato da Fred Applegate.
- Morgan (12 episodi, 1986-1988), interpretato da Art Evans.
- Sharman Cunningham (9 episodi, 1986-1987), interpretato da Dorian Lopinto.
- Linda Bowman (7 episodi, 1983), interpretata da Leah Ayres.
- Michael Henderson (7 episodi, 1983), interpretato da George DelHoyo.
- Tommy (7 episodi, 1983), interpretato da Tony La Torre.
- Harry Nussbaum (7 episodi, 1982-1983), interpretato da Herb Edelman.
- Franklin Hart (4 episodi, 1982), interpretato da Jeffrey Tambor.
- Clair (4 episodi, 1982-1983), interpretata da Ann Weldon.
- Bill Spangler (3 episodi, 1982-1983), interpretato da Nicolas Coster.
- Roberta (3 episodi, 1982), interpretata da Suzanne Stone.
- Mr. O'Malley (2 episodi, 1982), interpretato da Peter Hobbs.
- Dag Larsen (2 episodi, 1983), interpretato da James Komack.
- Jerry (2 episodi, 1983), interpretato da Jeremy Sunderland.
- Eddie (2 episodi, 1987-1988), interpretato da Richard Karron.
- James (2 episodi, 1987-1988), interpretato da James Martinez.

## Produzione
La serie fu prodotta da 20th Century Fox Television e girata negli studios della 20th Century Fox a Century City in California. Le musiche furono composte da Howard Pearl.

### Registi
Tra i registi sono accreditati:
- Gary Shimokawa in 14 episodi (1987-1988)
- Doug Rogers in 11 episodi (1986-1987)
- Burt Brinckerhoff in 10 episodi (1983)
- Phil Ramuno in 9 episodi (1987-1988)
- Michael Zinberg in 8 episodi (1982-1983)
- Michael Lessac in 5 episodi (1982-1983)
- Peter Baldwin in 5 episodi (1983)
- Tom Trbovich in 5 episodi (1986)
- John Robins in 3 episodi (1986)
- Noam Pitlik in 2 episodi (1982)
- Michael Klein in 2 episodi (1987-1988)
- Philip Cusack in 2 episodi (1988)
- Hy Averback in un episodio (1982)
- Peter Bonerz in un episodio (1982)
- Nell Cox in un episodio (1982)
- Herbert Kenwith in un episodio (1987)
- Jan Siegelman in un episodio (1988)
- Don Sullivan in un episodio (1988)

### Sceneggiatori
Tra gli sceneggiatori sono accreditati:
- Mike Kagan in 9 episodi (1986-1988)
- Steve Kreinberg in 9 episodi (1986-1988)
- Andy Guerdat in 8 episodi (1986-1988)
- Jeffrey Ferro in 6 episodi (1982-1983)
- Fredric Weiss in 6 episodi (1982-1983)
- Ron Bloomberg in 5 episodi (1982-1983)
- Wendy Kout in 4 episodi (1982-1983)
- Jack Carrerow in 4 episodi (1986-1988)
- David Silverman in 4 episodi (1986-1988)
- Stephen Sustarsic in 4 episodi (1986-1988)
- Leslie Eberhard in 4 episodi (1987-1988)
- Barbara Hobart in 4 episodi (1987-1988)
- Jeanne Baruch in 3 episodi (1986-1988)
- Jeanne Romano in 3 episodi (1986-1988)
- Jeffrey J. Sachs in 3 episodi (1987)
- Scott Rubenstein in 2 episodi (1982-1986)
- Susan Seeger in 2 episodi (1982-1983)
- Larry Balmagia in 2 episodi (1982)
- George Arthur Bloom in 2 episodi (1983)
- Gary H. Miller in 2 episodi (1983)
- Sybil Adelman in 2 episodi (1986-1987)
- Lisa A. Bannick in 2 episodi (1986-1987)
- Martin Sage in 2 episodi (1986-1987)
- Linda Chandler in 2 episodi (1987)
- Jocelyn Weisdorf in 2 episodi (1987)

## Distribuzione
La serie fu trasmessa negli Stati Uniti dal 25 marzo 1982 al 3 settembre 1988 sulla rete televisiva ABC. In Italia è stata trasmessa su Canale 5 con il titolo Dalle 9 alle 5, orario continuato.
Alcune delle uscite internazionali sono state:
- negli Stati Uniti il 25 marzo 1982 (9 to 5)
- nel Regno Unito il 15 ottobre 1982
- in Francia il 6 luglio 1985 (Comment se débarrasser de son patron)
- in Spagna (De nueve a cinco)
- in Italia (Dalle 9 alle 5, orario continuato)

## Episodi
| Stagione         | Episodi | Prima TV USA |
| ---------------- | ------- | ------------ |
| Prima stagione   | 4       | 1982         |
| Seconda stagione | 22      | 1982-1983    |
| Terza stagione   | 7       | 1983         |
| Quarta stagione  | 26      | 1986-1987    |
| Quinta stagione  | 26      | 1987-1988    |